# Joris Bado
Joris Ambroise Bruno Bado, né le 20 mai 1991 à Cognac (France) est un joueur professionnel franco-burkinabé de basket-ball. Il joue pour l'équipe nationale de basket-ball du Burkina Faso lors du Championnat d'Afrique FIBA 2013 à Abidjan, en Côte d'Ivoire,,.